# Альшиц, Даниил Натанович
Дании́л Ната́нович А́льшиц (литературный псевдоним Д. Аль; 3 февраля 1919 года, Петроград — 13 февраля 2012, Санкт-Петербург) — советский и российский историк, источниковед, прозаик и драматург, сатирик. Доктор исторических наук (1983). Заслуженный деятель науки Российской Федерации (1994), кавалер орденов Красной Звезды и Отечественной войны II степени, награждён медалью ордена «За заслуги перед Отечеством» II степени (2009).

## Биография
Даниил Натанович Альшиц родился 3 февраля 1919 года в Петрограде.
Отец — Натан Львович Альшиц, юрисконсульт. Мать — Ольга Семеновна Альшиц (в девичестве Иоффе), преподаватель немецкого языка (в 1930-е гг.). В 1930 г. отец был арестован за «вредительство».
Учился в школе № 13 (затем 1-й образцовой) Дзержинского района. В 1937 г. поступил на исторический факультет Ленинградского Государственного университета. Награждён Золотой грамотой конкурса на лучшую студенческую работу по истории за статью «Роль Куликовской битвы в определении национального сознания русского народа».
С началом Великой Отечественной войны добровольцем ушёл в народное ополчение, был тяжело ранен. Воевал на Ленинградском фронте, закончил войну старшим лейтенантом. Демобилизовавшись в 1945 году, восстановился на пятом курсе университета и защитил диплом с отличием.
В 1945—1949, 1955—1984 годах работал сотрудником (старшим библиографом) Отдела рукописей Государственной Публичной библиотеки РСФСР имени М. Е. Салтыкова-Щедрина, а с 1984 года — профессором Ленинградского государственного института культуры имени Н. К. Крупской, по совместительству профессором Исторического факультета Санкт-Петербургского государственного университета (с 2007 года).
Был арестован 6 декабря 1949 года Управлением МГБ по Ленинградской области по ст. 58-10 ч. 1 УК РСФСР (антисоветская агитация). 28 июня 1950 приговорён ОСО при МГБ СССР на 10 лет ИТЛ, находился в Каргопольлаге МВД СССР. Выпущен на свободу и реабилитирован в 1955 году.
Д. Н. Альшиц известен как вероятный автор мистифицированной «реконструкции» Х главы романа А. С. Пушкина «Евгений Онегин», уничтоженной Пушкиным в 1830 году и якобы обнаруженной Альшицем в 1949 году во время работы в Публичной библиотеке в собрании сочинений князя П. А. Вяземского.
Автор научных и научно-популярных работ по истории России эпохи Ивана Грозного и рукописному наследию этого периода, сатирических фельетонов, драматических произведений, пьесы «Правду! Ничего кроме правды!», рассказов о войне и автобиографической повести «Приказа умирать не было», книги воспоминаний «Сквозь строй эпох». Две пьесы написаны в соавторстве с Л. Л. Раковым.

Автор «ходившего по рукам» стихотворения, написанного им в 1952 году:
Скольких надо нанять,
Чтобы нас охранять?
Это мало — свирепых карателей,
Палачей, стукачей, надзирателей.
Чтобы нас охранять,
Надо многих нанять,

Но, прежде всего, — писателей! (См.: Альшиц Д. Н. Хорошо посидели! Воспоминания) 
Скончался 13 февраля 2012 года в Санкт-Петербурге на 94-м году жизни. Похоронен 17 февраля на Серафимовском кладбище (участок № 42).
Сын — сценарист, драматург, редактор Олег Данилов (1949—2021).

## Научные и литературные труды
Источник — электронные каталоги РНБ.

### Научные и научно-популярные работы
книги
- Альшиц Д. Н. Нашествие Батыя: [Ист. очерк]. — М.: Воениздат, 1939. — 48 с. — (Библиотека красноармейца).
- Краткий обзор выставки [«Восьмисотлетие Москвы»: Выставка. Ленинград, 1947] / Сост.: Д. Н. Альшиц.. — Л.: тип. ГПБ, 1947. — 48 с. — 1500 экз.
- Альшиц Д. Н. Приписки к лицевым летописным сводам XVI века (их происхождение и значение как исторических источников): Тез. дис. … канд. ист. наук. — Л., 1947. — 2 с.
- Инструкция по описанию древнерусской рукописной книги: XI–XVII вв. / Сост.: Д. Н. Альшиц, Е. Э. Гранстрем.. — Л., 1961. — 40 с. — 50 экз.
- Историческая коллекция Эрмитажного собрания рукописей: Памятники XI–XVII вв. / Сост.: Д. Н. Альшиц.. — М.: Книга, 1968. — 168 с. — 2000 экз.
- Каталог древнерусских грамот, хранящихся в Отделе рукописей и редких книг Государственной Публичной библиотеки имени М.Е. Салтыкова-Щедрина в Ленинграде : 1661-1675 гг. / Ред.: Д. Н. Альшиц. — Л.: Гос. публ. б-ка им. М. Е. Салтыкова-Щедрина, 1979. — (Вып. 1–6).
- Альшиц Д. Н. Опричнина и формирование аппарата власти самодержавия : (Разыскание и исслед. новых ист. источников) : Автореф. дис. … д-ра ист. наук. — Л., 1982. — 27 с.
- Альшиц Д. Н. Начало самодержавия в России : Государство Ивана Грозного. — Л.: Наука. Ленингр. отд-ние, 1988. — 244 с. — (Страницы истории нашей Родины). — 100 000 экз. — ISBN 5-02-027217-5.
- Альшиц Д. Н. Основы драматургии : Учеб. пособие для студентов ин-та культуры. — Л.: ЛГИК, 1988. — 65 с. — 2500 экз.
  - … : Учеб. пособие для студентов вузов культуры и искусств. — СПб.: СПбГАК, 1995. — 64 с. — 1000 экз.
  - . — Изд. 3-е, расшир. и доп. — СПб.: СПбГУКИ, 2004. — 280 с. — 200 экз. — ISBN 5-94708-028-1.
  - … : учеб. пособие для студентов вузов, обучающихся по специальности 053300 «Режиссура театрализ. представлений и праздников». — Изд. 4-е. — СПб.: СПбГУКИ, 2005. — 280 с. — 1000 экз. — ISBN 5-94708-050-8.
- Альшиц Д. Н. Истории из истории : От Вещего Олега до Петра Великого : [Докум. рассказы = Для ст. шк. возраста]. — СПб.: Лицей, 1997. — 176 с. — 10 000 экз. — ISBN 5-8452-0160-8.
- Альшиц Д. Н. Реформы государственного управления в начале царствования Ивана Грозного : В помощь изуч. историю Отечества. — СПб.: Изд-во СПб ГУКИ, 2000. — 128 с.
- Альшиц Д. Н. Историю России рассказывает Санкт-Петербург : К 300-летию культур. столицы. — Спб.; М.: Нева ; ОЛМА-ПРЕСС, 2001. — 415 с. — 5000 экз. — ISBN 5-7654-1773-6; 5-224-02897-3.
- Альшиц Д. Н. Писатель Иван Пересветов и царь Иван Грозный : У истоков извеч. дискуссии – как обустроить Россию. — СПб.: БЛИЦ, 2002. — 207 с. — 2000 экз. — ISBN 5-86789-107-0.
- Альшиц Д. Н. Неколебимо, как Россия! : Хроника великого подвига Ленинграда, напис. стихами поэтов сражающегося города в 1941—1944 гг. — СПб.: Искусство России, 2003. — 77 с. — 2000 экз. — ISBN 5-900786-88-9.
- Список опричников Ивана Грозного / [Подгот. Д. Н. Альшица ; Ред.: канд. филол. наук С. А. Давыдова]. — СПб.: Изд-во РНБ, 2003. — 152 с. — (Рукописные памятники ; Вып. 7). — 500 экз. — ISBN 5-8192-0180-9.
- Альшиц Д. Н. Иван Грозный: известный и неизвестный : от легенд к фактам. — СПб.: Нева, 2005. — 319 с. — (Тайны Великих). — 5000 экз. — ISBN 5-7654-4121-1.
- Альшиц Д. Н. Шаги истории России из прошлого в будущее. — СПб.: Наука, 2007. — 368 с. — 1000 экз. — ISBN 978-5-02-026511-0.
- Альшиц Д. Н. От легенд к фактам : разыскания и исследования новых источников по истории допетровской Руси : [сб. тр. … Д. Н. Альшица к 90-летию со дня рождения]. — СПб.: Наука, 2009. — 498 с. — 1000 экз. — ISBN 978-5-02-025539-5.
- Альшиц Д. Н. Гоголь — наш современник. — СПб.: Нестор-История, 2010. — 218 с. — 200 экз. — ISBN 978-5-98187-503-8.
- Альшиц Д. Н. Начало самодержавия в России. Государство Ивана Грозного.. — СПб.: Наука, 2019. — 260 с. — (Научно-популярная литература). — 1000 экз. — ISBN 978-5-02-040528-8.
- Альшиц Д. Н. За нами был наш гордый город : подвигу Ленинграда — правдивую и достойную оценку. — СПб.: Наука, 2010. — 404 с. — 1000 экз. — ISBN 978-5-02-025587-6.

статьи
- Альшиц Д. Н. Роль Куликовской битвы в определении национального сознания русского народа // Учёные записки ЛГУ. № 36. — Л., 1939. — (Сер. ист. наук. — Вып. 3). — С. 117—123.
- Альшиц Д. Н. Легенда о Всеволоде — политический отклик XVI в. на «Слово о полку Игореве» // Труды Отдела древнерусской литературы. — 1958. — Т. 14. — С. 64—70.
- Альшиц Д. Н. Какие возникают задачи дальнейшего изучения «Слова о полку Игореве»?: Вопрос № 7 // IV Междунар. съезд славистов: Сб. ответов на вопросы по литературоведению. — М., 1958. — С. 37—41.
- Альшиц Д. Н. A propos du «Dit du prince Igor» // Oeuvres et Opinions (Произведения и мнения). — М., 1961. — № 8. — С. 148—153.
- Альшиц Д. Н. Что означает «пирогощая» русских летописей и «Слова о полку Игореве» // Исследования по отечественному источниковедению: Сб. статей, посвящ. 75-летию С. Н. Валка. — М., 1964. — С. 475—482.

### Художественные произведения и воспоминания
- Альшиц Д. Н., Раков Л. Л. Опаснее врага : Комедия в 3-х д. — Л.; М.: Искусство, 1962. — 98 с. — 10 000 экз.
- Альшиц Д. Н., Раков Л. Л. Что скажут завтра? : Комедия в 3-х д. — М., 1962. — 61 с. — 100 экз. (Заглавие 2-й ред.: Ну и вечер!)
- Альшиц Д. Н. Упрямая вещь : Комедия в 3-х д. — М., 1966. — 77 с. — 100 экз.
- Альшиц Д. Н. «…Правду! Ничего, кроме правды!!!» : Докум. хроника в 2-х судебных заседаниях: Сцен. вариант Ленингр. акад. Большого драм. театра им. М. Горького. — М., 1968. — 63 с. — 100 экз.
- Альшиц Д. Н. Первая глава : Пьеса в 3-х д. — М., 1971. — 67 с. — 150 экз.
- Альшиц Д. Н., Раков Л. Л. Ну и вечер! : Комедия в 3-х д. (Новая ред.). — М., 1973. — 61 с. — 100 экз.
- Альшиц Д. Н. Правду! Ничего, кроме правды!! : Пьесы. — Л.: Сов. писатель. Ленингр. отд-ние, 1976. — 214 с. — 15 000 экз.
- Альшиц Д. Н. Приказа умирать не было : Повесть и рассказы. — Л.: Лениздат, 1980. — 208 с. — (Содерж.: Приказа умирать не было: Повесть; Рассказы: Человек с часами; «Тучи-тучи»; «Правду! Ничего, кроме правды!»; «Секрет политшинели»; Шестое чувство; Экзамены перед экзаменом). — 65 000 экз.
  - . — 2-е изд. — Л.: Лениздат, 1985. — 193 с. — 65 000 экз.
- Альшиц Д. Н. Салтыков и Щедрин : Пьеса в 2 д. — М.: ВААП-Информ, 1981. — 91 с. — 100 экз.
- Альшиц Д. Н. Диалог : Пьесы. — Л.: Сов. писатель. Ленингр. отд-ние, 1987. — 407 с. — (Содерж.: Рыцари светлой мечты; Салтыков и Щедрин; Без лжи и железа; Правду! Ничего, кроме правды!!; Необычайные приключения Крошкина; Опаснее врага: (В соавт. с Л. Раковым); Ультиматум). — 15 000 экз.
- Альшиц Д. Н. Дорога на Стрельну : Повесть и рассказы о молодых защитниках Ленинграда : [Для ст. шк. возраста]. — Л.: Дет. лит. Ленингр. отд-ние, 1991. — 240 с. — (Содерж.: Дорога на Стрельну: Повесть; Рассказы: Экзамены перед экзаменом; Книголюбы; «Генерал Самсонов»; Человек с часами; «Тучи-тучи»; Роковая ошибка; «Секрет политшинели»; Тяжелая инспекция; Шестое чувство; Экзамен после экзамена). — 100 000 экз. — ISBN 5-08-000007-4.
- Альшиц Д. Н. Восстановление ума по черепу : [Сборник]. — СПб.: Междунар. благотворит. фонд спасения Петербурга–Ленинграда, 1996. — 96 с. — 1000 экз.
- Альшиц Д. Н. Секрет политшинели : повести и рассказы о защитниках Ленинграда : посвящается 60-летию Великой Победы. — СПб.: Политехника, 2005. — 215 с. — (Содерж.: Повести: Приказа умирать не было; «Секрет политшинели»; Книголюбы; «Генерал Самсонов»; Человек с часами; «Тучи-тучи»; «Правду! Ничего, кроме правды!»; Роковая ошибка; Тяжелая инспекция; На чьей стороне Бог воюет [и др.]). — 1000 экз. — ISBN 5-7325-0845-7.
- Альшиц Д. Н. Хорошо посидели! : [воспоминания]. — СПб.: Нестор-История, 2010. — 383 с. — 500 экз. — ISBN 978-5-98187-608-0.
- Альшиц Д. Н. Сквозь строй эпох : воспоминания об удивительных людях в удивительных обстоятельствах. — СПб.: Logos, 2011. — 589 с. — 1000 экз. — ISBN 978-5-87288-398-2.